# Kevin Taelemans
Kevin Taelemans (27 mei 1987) is een Belgisch voetballer.
In het begin van 2011 was er interesse voor Kevin van verschillende eerste klasse ploegen, waarvan de interesse van KVC Westerlo en Sint-Truidense VV de meest concrete was. Bij deze laatste club mocht hij ook enkele weken testen. Voor Sint-Truidense VV maakte Kevin een zeer goede indruk en werd dan ook overgenomen van Tempo Overijse.
Op 27/08/11 maakte Kevin zijn debuut in de hoogste klasse. In de uitwedstrijd tegen KV Kortrijk mocht Kevin in de 32ste minuut de geblesseerde Ludovic Buysens komen vervangen.

## Statistieken
| seizoen | club              | land   | competitie         | wed. | goals |
| ------- | ----------------- | ------ | ------------------ | ---- | ----- |
| 2010/11 | Tempo Overijse    | België | Vierde klasse B    | -    | -     |
| 2011/12 | Sint-Truidense VV | België | Jupiler League     | 18   | 0     |
| 2011/12 | Sint-Truidense VV | België | Play-Off III       | 1    | 0     |
| 2012/13 | Sint-Truidense VV | België | Tweede klasse      | 11   | 0     |
| 2012/13 | FCV Dender        | België | Derde klasse B     | 17   | 3     |
| 2013/14 | KV Tervuren       | België | Tweede Provinciale | 28   | 5     |
| 2014/15 | Tempo Overijse    | België | Vierde klasse B    | 30   | -     |
|         |                   |        | Totaal             | 8    | 0     |

2 Ogawa ·
4 Belaïd ·
5 Taniguchi ·
6 Yanamoto ·
7 Brahimi ·
8 Fujita ·
9 Ferrari ·
10 Lamkel Zé ·
11 Delpupo ·
12 Coppens ·
13 Ito ·
14 Dumont ·
15 Zahiroleslam ·
16 Kokubo ·
19 Patris ·
20 Van Helden ·
21 Lendfers ·
22 Janssens ·
23 Barnes ·
24 Mindombe ·
25 Teuchy ·
27 Ananou ·
31 Godeau  ·
33 Diriken ·
34 Lambotte ·
37 Alexis ·
60 Vanwesemael ·
91 Bertaccini ·
Coach: Mazzù